# Даррингтон (Вашингтон)
Даррингтон (англ. Darrington) — город в округе Снохомиш, штат Вашингтон, США. Он расположен в долине Северных Каскадных гор, образованной реками Саук и Норт-Форк-Стиллагуамиш . Даррингтон соединён с близлежащими районами государственной трассой 530, которая проходит вдоль двух рек по направлению к городам Арлингтон, расположенному в 45 км к западу, и к Рокпорту. По данным переписи 2010 года, население города составляло 1347 человек.
Заселение этого района некоренными жителями началось в 1891 году на месте лагеря Скагит, расположенного между двумя реками, недалеко от традиционного жилища племени саук-суиаттл. Старатели прибыли в этот район в 1880-х годах в поисках золота и других полезных ископаемых, но были быстро вытеснены лесозаготовительной промышленностью, которая стала доминировать в Даррингтоне на протяжении большей части XX века. Северная Тихоокеанская железная дорога построила ветку к городу в 1901 году, что положило начало росту города на протяжении нескольких лет.
Во время Великой депрессии в Даррингтоне располагался лагерь Гражданского корпуса охраны окружающей среды, который улучшал дороги, тропы и противопожарную инфраструктуру в близлежащем национальном лесу Маунт-Бейкер. Несколько волн эмигрантов из Аппалачей прибыли в этот район из Северной Каролины, сформировав культуру, которая прослеживается на ежегодном городском фестивале мятлика и родео.
Даррингтон был инкорпорирован как город в 1945 году под управлением мэра и совета. Его экономика перешла от лесозаготовок к туризму, особенно к таким видам активного отдыха, как пешие походы, альпинизм и рыбалка, благодаря близости к национальному лесу Маунт–Бейкер-Сноквалми. Район Даррингтон находится на высоте 169 м над уровнем моря, и в нём выпадает значительно больше осадков и снега, чем в низменностях Пьюджет-Саунд.